# I cacciatori dell'ombra
I cacciatori dell'ombra (Hunters of the Dusk) è il settimo libro della Saga di Darren Shan e primo della trilogia de I cacciatori dell'ombra (Vampire War o Hunters of the Dusk trilogy) dello scrittore inglese Darren Shan.

## Trama
La guerra tra i vampiri e i Vampiri Killer si sta avvicinando, e con essa la sconfitta dei vampiri. Desmond Tiny, misterioso proprietario del Circo degli Orrori e padrone del Piccolo Popolo, si incontra con Darren Shan e Mr. Crepsley per informare loro che l'unico modo per vincere sarà quello di uccidere il Signore dei Vampiri Killer; a farlo saranno i "cacciatori dell'ombra", di cui fanno parte i due vampiri accompagnati dal membro del Piccolo Popolo Harkat Mulds. Il gruppo avrà quattro tentativi per eliminare il Signore dei Vampiri Killer e, se falliranno, la guerra per i vampiri sarà persa. Ai tre, sempre secondo la profezia di Tiny, si aggiunge Vancha March, un vampiro amichevole che vive all'addiaccio come un selvaggio per una personale scelta di vita, il quale non è interessato alla guerra di per sé ma vuole preservare la sopravvivenza della sua razza. Il gruppo si dirige a casa di Lady Evanna, una strega permalosa dall'aspetto spaventoso, che li riporta al Circo degli Orrori dove devono combattere un'orda di Vampiri Killer. Durante lo scontro viene avvistato il Signore dei Vampiri Killer (sebbene non si intraveda il volto) ma March non riesce ad ucciderlo poiché si mette in mezzo suo fratello Gannen Harst, protettore del leader nemico. Sapendo di aver fallito la prima occasione i cacciatori si rimettono in viaggio per continuare la loro missione, tranne March che fa ritorno al Picco dei Vampiri per esporre ai Principi l'incontro con il Signore dei Vampiri Killer.